# Læborg-stenen
Læborg-stenen er en runesten, fundet i Læborg i 1600-tallet. Iflg. Ole Worm lå runestenen på en mark nord for Læborg kirke. Danmarks Runeindskrifter nævner, at den sandsynligvis har været rejst på denne mark tæt ved den gamle hærvej. Runestenen bærer flere rækker af kløvehuller, og runerne i toppen af stenen er beskadiget. Et brudstykke er genfundet i 1888 og sat ind øverst i B-linjen. Stenen er ornamenteret med to thorshamre; en som afslutter første runelinje og en som afslutter anden runelinje.
Læborg-stenen står foran Læborg Kirke, cirka 6 km syd for Runestenen Bække 1 og Runestenen Bække 2 og cirka 35 km sydvest for Jelling.
- Læborg Kirke mm set fra vejen
- Runer og kløvehuller på nordsiden
- Runerne på østsiden
- Øverste hammer
- Søren Abildgaards tegning fra 1774

Søren Abildgaard beskrev i 1774 stenen og arbejdet med den:
| Citat | Denne Runesteen, som er af haard Ildslagende Graabierges Art med nogle brunrødagtige og hvidagtige Flækker hist og her indsprængt, ligger nogle hundrede Skrit nordlig fra Læborg Kirke oven ved Kanten af en rund Grube, hvis øverste Aabning eller Diameter er 9 til 10 Alen, og dens Dybde omtrent 4 Alen. Neden i denne Grube, hvor der allevegne rundt omkring fra neden til det øverste sees temmelig store Steen indsatte ligesom i en Brønd, ligger en anden og meget større og lang Steen af en ordentligere Figur omtrent lignende en fleresidet Columne. Paa dens opvendte Sider fandtes aldeles ingen Skrift eller Figur, og det er ikke mueligt at faae den omvæltet eller opreist uden Foranstaltning af Øvrigheden, ved at sammenkalde der til de i Nærheden boende Bønder under en fornuftig Mands Tilsiun, og kiender ieg dertil ingen bedre end Herr Capitain Thelmann paa Endsrupholm, en velstuderet Mand, der har Insigter i adskillige Videnskaber, og som har tilbudet sin Tieneste her ude, om det blev forlangt af ham. S: Abildgaard. 1774 | Citat |
|       | |       |

## Indskrift
| Translitteration | Side A rhafnukatufi : hiau : runaR : þasi aft Side B þurui : trutnik : sina |
| Transskription   | Hrafnunga-Tōfi hiō rūnaR þāsi æft Þōrvē, drōttning sīna.                    |
| Oversættelse     | Ravnunge-Tue huggede disse runer efter Thyre, sin dronning.                 |

Indskriften fordeler sig over to tilstødende sider på stenen, og de to runelinjer er ordnet i bustrofedon i forhold til hinanden. Læborg-, Horne-, og Bække-indskrifterne har været sat i forbindelse med Jellingmonumenterne. Den Thyra, der nævnes, kan være identisk med Gorms dronning. Ravnunge-Tue og Thyra nævnes også på Runestenen Bække 1 samt muligvis på Horne-stenen. Birgit Sawyer har fremsat den tese, at Ravnunge-Tue er Dronning Thyras anden mand, og at hun således overlevede Gorm, men denne tolkning er blevet stærkt kritiseret af Marie Stoklund. At Ravnunge-Tue har hugget runerne efter sin dronning kan snarere sammenlignes med den jævngamle Glavendrupstenen, hvor Sote rister runerne efter sin drot.